# Protestantische Kirche (Freinsheim)

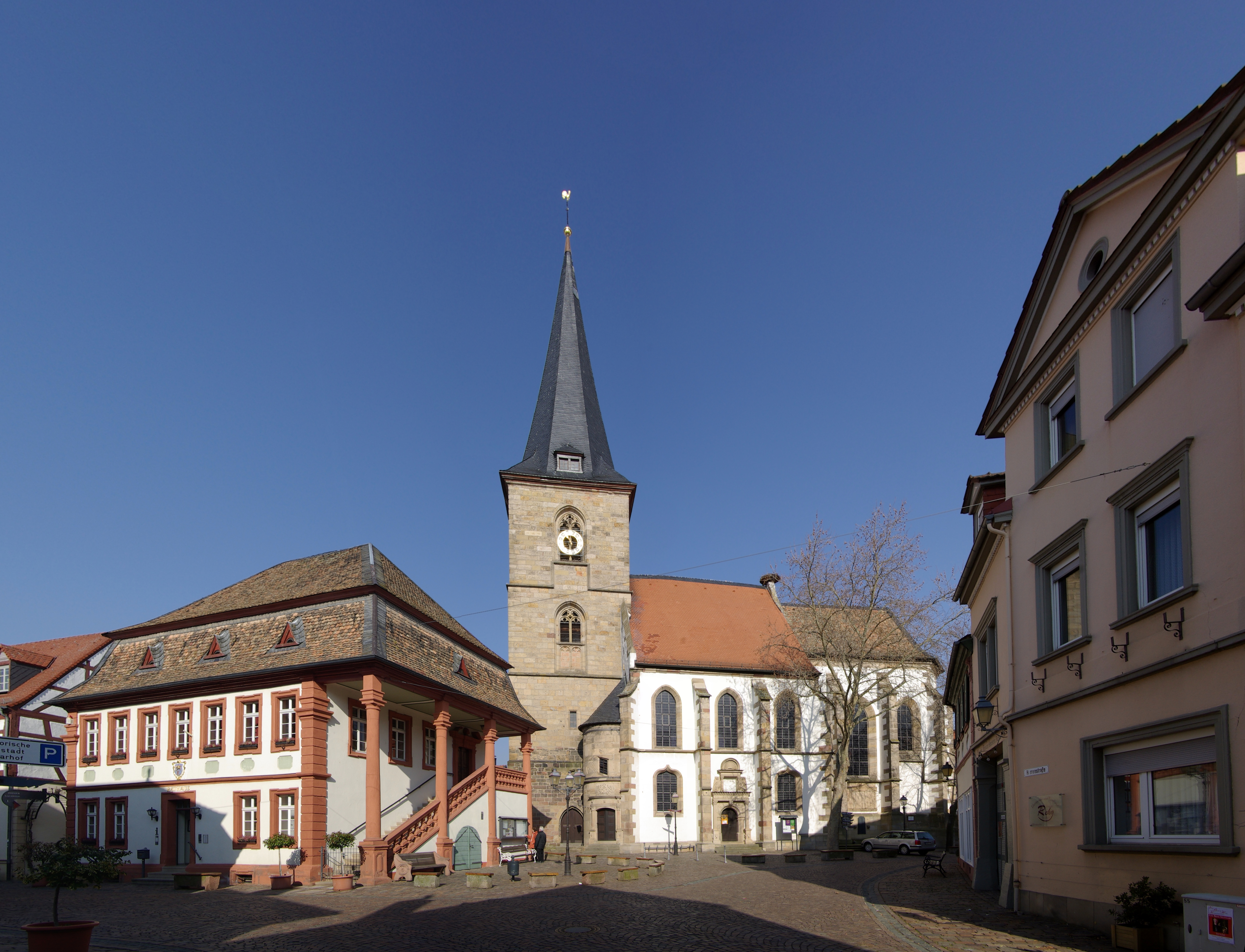
Rathaus und protestantische Pfarrkirche

Die Protestantische Kirche ist eine Kirche in der rheinland-pfälzischen Kleinstadt Freinsheim.
Die alte Hauptkirche am Markt, die seit dem 16. Jahrhundert protestantisch ist, blickt auf eine bewegte Geschichte zurück. Bereits im 9. Jahrhundert wurde erstmals eine „Basilika“ in Freinsheim erwähnt. Von einer Pfarrkirche St. Peter ist in einer Schenkung an das Kloster Enkenbach 1257 die Rede.
Der Turm der heutigen Kirche ist im Untergeschoss noch romanisch. Als eigentliches Baudatum der sich an den Turm anschließenden Kirche wird häufig das Jahr 1470 genannt, was durch den Baubefund (romanische Grundbauten, spätgotische Anbauten) bestätigt wird. Reste des spätgotischen Gewölbes zeugen von der früheren Gestalt als Hallenkirche.
Nach der Zerstörung der Kirche 1689 im Pfälzischen Erbfolgekrieg wurde beim Wiederaufbau eine Flachdecke eingezogen und das Gotteshaus unter Einbeziehung der romanischen und spätgotischen Reste als barocke Saalkirche gestaltet. Sehenswert sind zudem der Treppenturm mit seinem Portal aus der Renaissancezeit sowie die sechseckige Kanzel aus Sandstein, die ebenfalls während der Renaissance geschaffen wurde.